# Dan Dan Kokoro Hikareteku
«Dan Dan Kokoro Hikareteku» (DAN DAN 心魅かれてく Poco a poco, cambiaste mi corazón?) es el cuarto sencillo musical de la banda Field of View y es la canción del comienzo de la serie anime Dragon Ball GT. Fue lanzado en una versión tipo Mini CD el 11 de marzo de 1996, solamente en Japón. Está incluido en el álbum Dear Old Days. Es el cuarto sencillo de la canción contenida en Oricon.

## Lista de temas
1. DAN DAN 心魅かれてく
DAN DAN Kokoro Hikarete ’ku/Poco a poco, cambiaste mi corazón
2. Dear Old Days
3. DAN DAN 心魅かれてく
DAN DAN Kokoro Hikarete ’ku (Karaoke)/Poco a poco, cambiaste mi corazón (Karaoke)

## Otros idiomas
Existen algunas versiones en español: 
- En España, "Ven ven, lejos de los malos sueños" interpretado por Momo Cortés.
- En Latinoamérica la canción recibe el título "Mi Corazón Encantado", es interpretada por Aarón Montalvo Salamanca, aunque anteriormente su autoría era acreditada erróneamente a Alejandro Arnaiz.[2]
- en Chile en 1998(antes del doblaje al latino del opening), Álvaro Veliz interpretaría una versión de la canción con el título de "me cautiva tu sonrisa" en un CD con música del manga-anime.
- En México hay una versión de género banda de "Mi corazón encantado" interpretada por Kikin y los Astros.
- En Colombia el artista Canapiare hace una colaboración con Aarón Montalvo en Joropo Llanero

## Canción
La letra de la canción fue escrita por Izumi Sakai, de la banda japonesa Zard y la música por Tetsurō Oda, compositor de varios hits en Japón. Fue compuesta en 1996 para la banda Field of View. Sakai interpretó una nueva versión de la canción en su álbum Today is Another Day ese mismo año.
A diferencia de otras canciones relacionadas con la serie, la canción no tiene que ver con el universo de Dragon Ball (porque no fue escrita inicialmente para el manga). La canción es una balada de amor la cual habla sobre una persona que confiesa el amor que siente por otra sin importarle lo que digan los demás. Sin embargo, la canción se ha traducido en diferentes idiomas y en algunas de las canciones traducidas a otros idiomas se decidió insertar Dragon Ball relacionado con las letras de la canción.
Después de un tiempo de haber sido grabada, se tomó la decisión por parte de Toei Animation de incluirla como apertura de Dragon Ball GT.